# San Miguel de Pedroso

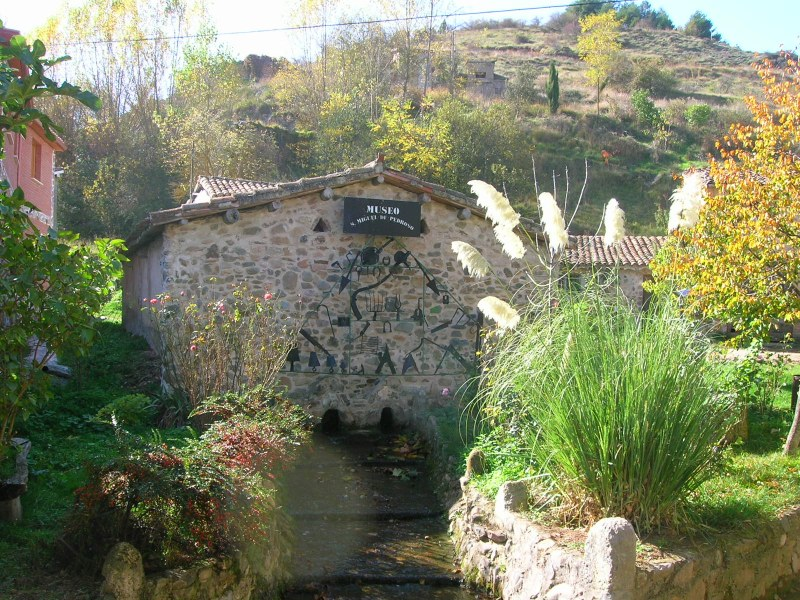
Lavadero de San Miguel.

San Miguel de Pedroso es una localidad española, en la provincia de Burgos, comunidad autónoma de Castilla y León. Está situada entre los Montes de Oca y la Sierra de la Demanda.

## Situación administrativa
Hasta mediados del siglo XIX, cuando se integra en el municipio de Puras de Villafranca, era un pueblo independiente. Posteriormente, ya en los años 70, el municipio de Puras se une al término municipal de Belorado y San Miguel se convierte en una pedanía de este último Ayuntamiento. El río Tirón riega las tierras de San Miguel.

## Geografía
Se encuentra al norte de Pradoluengo, al sur de Belorado, es el comienzo de la Sierra de la Demanda más al norte, también es el último pueblo de la Sierra de la Demanda por el que pasa el Río Tirón.

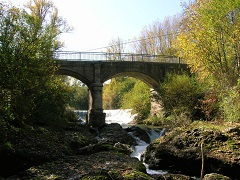
Puente del Diablo

## Historia
Los más significativo de la historia de San Miguel de Pedroso es la constitución el 24 de abril de 759 de un convento femenino de 28 monjas con su presbítero. La constitución del Monasterio Femenino de San Miguel de Pedroso se hace a cargo de la Abadesa Nonna Bella. 
También su molino medieval del siglo X.
Este es el resumen del texto o acta fundacional:

CL VIII De decanias et de divisas er de colaceos et de hereditates de monasterio Sancti Micaelis de Petroso. Sub nomine sancte et individue Trinitatis. Ego igitur abbatissa Nonna Bella pactum feci, et corpues y anima huic sancto monasterio offerre eyt comendare curavi, quem iuxta Tiri abtavi, et ex reliquias almi Dei arcangeli Micaeli et sanctorum apostolorum Petri et Pauli es sancti Prudencii sacrare disposui, et meum sororumque soram predictis patribus, id est, gioriosi Froilani regis et Valentín pontificis nomina nostra in hac regula sancta roboravimus sub die VIII kalendas madias, era DCCz. Lxa. VIIa. Maria hiz roboravi. Amunna hic roboravi. Monnia hoc roboravi. Eilo hic roboravi. Donna hic roboravi. Scemena hic roboravi. Umma hix roboravi. Munnoza hic roboravi. Scemena dis Roboravi.... Urbana... Cinta... Alduara... Sancia... Maria...Auria...Anderazo...Munnata... Eugenia...Clarea... Susanna... Mumadonna... Tota.... Anderquina... Flagina... Guntroda... Gometiza... Urraca hic roboravi. Luponi presbiter hii omnes roboravit in Christo, amen.

El nombre de Froila se refiere a Fruela I, rey de Asturias (757-768) sucesor de su padre Alfonso I. La presencia de un obispo llamado Valentín se explica mejor en este momento que en el siglo X, cuando la documentación recoge los nombres de muchos obispos, entre los cuales no aparece ninguno así llamado.
Por lo demás, la presencia de los cristianos en esta zona y a tan temprana edad de la reconquista, hace suponer que estas comarcas de los Montes de Ayago y Sierra de la Demanda no cayeron en manos de los musulmanes, y cumplieron un papel de refugio similar al que hicieron los Montes de Covadonga. Parece que este convento sobrevivió hasta la época de la desamortización.
A la caída del Antiguo Régimen quedó constituido como ayuntamiento constitucional dentro de la región de Castilla la Vieja, y contaba entonces con 323 habitantes.

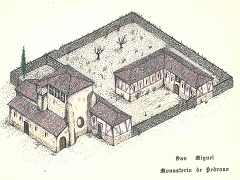
Monasterio Medieval

## Hoy en día
Conocido es el Puente del Diablo (San Miguel de Pedroso) con unas pozas muy aptas para el baño en los meses estivales. 
Otro de los hitos del valle es el Cerro Moncastro, coronado en su cima por una mítica y enigmática encina a 1015 metros de altitud.

## Fiestas y costumbres
El día 8 de mayo celebran la festividad de la aparición de San Miguel Arcángel conocido en la localidad como el de las heladas para distinguirle del San Miguel que se celebra en septiembre.
Según los estatutos de la cofradía se baila al santo durante la procesión hasta los límites de la jurisdicicón, luego se ofrece un refresco a los cofrades y se renuevan los cargos.
Las fiestas de San Miguel, siempre animadas por ser las últimas del verano, se celebran en honor al patrón del pueblo San Miguel Arcángel todos los años en torno al 29 de septiembre.

## Citas
1. ↑  Cita biliográfica de Becerro, folio 85 v.-86 (lección, núm 1). Ed. Serrano, p.1, núm 1. Publ.: A. Ubieto, Cartulario de San Millán de la Cogolla, Valencia 1976,9.